# Кызыл-Эмгек
Кызыл-Эмгек (кирг. Кызыл-Эмгек) — высокогорное село в Жумгальском районе Нарынской области Кыргызстана. Входит в состав Джаны-Арыкского аильного округа. 
Расположено в сейсмологической зоне примерно в 5 км юго-западнее админцентра Джаны-Арык на высоте 2086 м.
Население на начало 2023 года – 1 382 человека, в 2009 году составляло 1239 человека. Жители, в основном, занимаются животноводством.
В селе имеется школа, детсад, библиотека и клуб. Есть предприятия бытовых услуг.